# 130 (liczba)
130 (sto trzydzieści) – liczba naturalna następująca po 129 i poprzedzająca 131.

## W matematyce
- 130 jest liczbą sfeniczną[1]
- 130 jest liczbą szczęśliwą[2]
- 130 jest palindromem liczbowym, czyli może być czytana w obu kierunkach, w pozycyjnym systemie liczbowym o bazie 4 (2002), bazie 8 (202) oraz bazie 12 (AA)
- 130 należy do ośmiu trójek pitagorejskich (32, 126, 130), (50, 120, 130), (66, 112, 130), (78, 104, 130), (130, 144, 194), (130, 312, 338), (130, 840, 850), (130, 4224, 4226).

## W nauce
- liczba atomowa untrinilium (niezsyntetyzowany pierwiastek chemiczny)
- galaktyka NGC 130
- planetoida (130) Elektra
- kometa krótkookresowa 130P/McNaught-Hughes

## W kalendarzu
130. dniem w roku jest 10 maja (w latach przestępnych jest to 9 maja). Zobacz też co wydarzyło się w roku 130 oraz w roku 130 p.n.e.

## W Biblii
- 130 lat żył arcykapłan żydowski Jojada (2Krn 24,15).